# Душа Гердера
Душа Гердера (англ. The Soul Herder) — американський короткометражний вестерн режисера Джона Форда 1917 року.

## У ролях
- Гаррі Кері — Шайєнн Гаррі
- Моллі Мелоун
- Гут Гібсон
- Джин Гершолт — священик
- Фрітці Ріджвей
- Дьюк Р. Лі
- Вільям Стіл
- Елізабет Джеймс — дочка священика
- Вестер Пегг